# Бойовий імунітет
Бойовий імунітет — звільнення військового командування, військовослужбовців, добровольців Сил територіальної оборони Збройних Сил України, працівників правоохоронних органів, які відповідно до своїх повноважень беруть участь в обороні України, осіб, визначених Законом України "Про забезпечення участі цивільних осіб у захисті України", від відповідальності, у тому числі кримінальної, за втрати особового складу, бойової техніки чи іншого військового майна, наслідки застосування збройної та іншої сили під час відсічі збройної агресії проти України або ліквідації (нейтралізації) збройного конфлікту, виконання інших завдань з оборони України із застосуванням будь-яких видів зброї (озброєння), настання яких з урахуванням розумної обачності неможливо було передбачити при плануванні та виконанні таких дій (завдань) або які охоплюються виправданим ризиком, крім випадків порушення законів та звичаїв війни або застосування збройної сили, визначених міжнародними договорами, згода на обов'язковість яких надана Верховною Радою України.